# Kozica
Kozica (Rupicapra) – rodzaj ssaków z podrodziny antylop (Antilopinae) w obrębie rodziny wołowatych (Bovidae).

## Rozmieszczenie geograficzne
Rodzaj obejmuje gatunki występujące w Eurazji.

## Morfologia
Długość ciała 90–135 cm, długość ogona 3–10 cm, wysokość w kłębie 70–90 cm; długość rogów 14–30 cm; masa ciała 20–60 kg.

## Systematyka
Rodzaj zdefiniował w 1816 roku francuski zoolog i anatom Henri Marie Ducrotay de Blainville w artykule zatytułowanym O kilku gatunkach ssaków z rzędu przeżuwaczy, opublikowanym w czasopiśmie „Bulletin de la Société philomathique de Paris”. De Blainville wymienił trzy gatunki – Rupicapra americana de Blainville, 1816, Capra rupicapra Linnaeus, 1758 i Ovis pudu J.F. Gmelin, 1788 (= Pudu puda G.I. Molina, 1782) – z których gatunkiem typowym jest (absolutna tautonimia) Capra rupicapra Linnaeus, 1758.

### Etymologia
- Rupicapra: łac. rupes, rupis ‘skała’; capra ‘koza’[11].
- Capella: łac. capella ‘samica kozy’, od caper, capri ‘samiec kozy’; przyrostek zdrabniający ella[12]. Gatunek typowy (oznaczenie monotypowe): Capra rupicapra Linnaeus, 1758.
- Cemas: gr. κεμας kemas ‘młody jeleń’[13].

### Podział systematyczny
Klasyfikacja taksonomiczna w obrębie Rupicapra jest niepewna. Przodkowie kozic prawdopodobnie pochodzili z Azji i rozprzestrzenili się na terenie Europy w środkowym plejstocenie przed zlodowaceniem środkowopolskim. Pokrywy lodowe podczas maksimów lodowcowych w Alpach i Pirenejach izolowały populacje kozic, co skutkowało różnicowaniem genetycznym, ale podczas oscylacji klimatycznych dochodziło do kurczenia się, ekspansji oraz hybrydyzacji populacji. W zależności od ujęcia systematycznego do rodzaju zalicza się 2 (R. pyrenaica i R. rupicapra) lub 6 (R. asiatica, R. carpatica, R. ornata, R. parva, R. pyrenaica i R. rupicapra) gatunków; tutaj klasyfikacja za Mammals Diversity Database i All the Mammals of the World (2023):
| Grafika | Gatunek             | Autor i rok opisu | Nazwa zwyczajowa  | Podgatunki    | Rozmieszczenie geograficzne | Podstawowe wymiary                     | Status IUCN |
| ------- | ------------------- | ----------------- | ----------------- | ------------- | --- | -------------------------------------- | ----------- |
|         | Rupicapra pyrenaica | Bonaparte, 1845   | kozica południowa | 3 podgatunki  | rozłączone populacje w trzech obszarach: Góry Kantabryjskie (północno-zachodnia Hiszpania), Pireneje (południowa Francja, północno-wschodnia Hiszpania i Andora) oraz Apeniny w Abruzji (środkowe Włochy); zakres wysokości: 400–2800 m n.p.m. | DC: 90–130 cm DO: 3–4 cm MC: 20–35 kg  | LC          |
|         | Rupicapra rupicapra | (Linnaeus, 1758)  | kozica północna   | 6 podgatunków | od wschodniej Francji i południowych Niemczech przez Alpy, Tatry, Starą Płaninę i Karpaty do północno-wschodniej Turcji i Kaukazu; introdukowany do Czech, Słowacji, Bułgarii i Nowej Zelandii; zakres wysokości: 120–3000 m n.p.m.            | DC: 96–135 cm DO: 3–10 cm MC: 25–60 kg | LC          |

Kategorie IUCN:  LC  – gatunek najmniejszej troski.